# Rhobell Fawr
Rhobell Fawr är ett berg i Storbritannien.   Det ligger i kommunen Gwynedd och riksdelen Wales, i den södra delen av landet, 290 km nordväst om huvudstaden London. Toppen på Rhobell Fawr är 734 meter över havet, eller 355 meter över den omgivande terrängen. Bredden vid basen är 3,9 km.
Terrängen runt Rhobell Fawr är huvudsakligen kuperad.Runt Rhobell Fawr är det ganska glesbefolkat, med 45 invånare per kvadratkilometer. Närmaste större samhälle är Dolgellau, 9,5 km sydväst om Rhobell Fawr. Trakten runt Rhobell Fawr består i huvudsak av gräsmarker.